# Raffaele Casnedi
Filippo Tobia Raffaele Casnedi, né le 26 septembre 1822 à Dumenza et mort le 29 décembre 1892 à Milan, est un peintre et enseignant italien.

## Biographie
Filippo Tobia Raffaele Casnedi naît à Runo di Dumenza de Pietro Casnedi et d'Angela Angelina Spaini, une famille appartenant à la noblesse lombarde. Il a trois sœurs et deux frères, dont Palamede Casnedi, qui sera plus tard le premier des officiers des bersagliers à entrer à Rome par la brèche de Porta Pia, le 20 septembre 1870,,.
Dès son enfance, Raffaele se consacre au dessin et à la peinture (qu'il pratique sur toutes les surfaces), même dans les églises et les cimetières ; il s'installe à Milan avec sa famille, qui y vient pour tenir un hôtel, au lieu de poursuivre l'entreprise familiale ; en 1840, il s'inscrit à l'Académie de Brera, ce qui déçoit ses parents. Il y devient l'élève de Giuseppe Sogni pour le dessin et la figure, et de Luigi Sabatelli pour la peinture ; dans ces années-là, il travaille sur les fresques des églises de San Pietro, à Novare, et de Sant'Antonio Abate, à Valmadrera, avec ses maîtres Sogni et Sabatelli ; en 1846, il peint Deux Muses, dans un médaillon de la redoute du théâtre de Mortara ; en tant qu'élève de Braidense, il remporte plusieurs prix. Il termine ses études dix ans plus tard, en 1850,,,,.
En 1851, il remporte un concours qui offre à Rome un "pensionnaire artistique", c'est-à-dire des possibilités de logement et de travail ; dans la capitale, il se lie d'amitié avec son collègue Giovanni Costa, et trouve des commandes et des sujets tant sur place que dans la zone rurale de la Sabine. En 1852, il remporte le prix Mylius pour sa fresque L'École de Léonard, peinte auparavant dans le portique de l'Académie de Brera. En Sabine, peignant des toiles et des fresques pour des églises, pour des commandes privées mais aussi de sa propre initiative, il compose de nombreuses œuvres : des fresques majestueuses d'une profonde sensibilité religieuse, mais aussi des peintures de scènes rurales et de sujets d'un réalisme tempéré imprégné de romantisme, même si de manière maniérée ; ce sont précisément ces dernières qui sont très appréciées par les acheteurs italiens et étrangers. Parmi les œuvres romaines, on trouve des médaillons Quatre-feuilles représentant des saints dominicains dans la Basilique de la Minerve. Le pensionné prend fin en 1855,,.
De retour à Milan, Casnedi présente avec succès et éloge à l'exposition des Beaux-Arts de Brera en 1855 un tableau inspiré d'un poème de George Gordon Byron : Le Prisonnier de Chillon ; cela semble être un prélude à de nouvelles voies dans sa peinture, ce qui ne se produit pas ; Casnedi poursuit plus tard une peinture traditionaliste,,.
Le 12 février 1856, Casnedi rejoint le corps enseignant de Brera en tant que Professeur adjoint de dessin de figures, avec Agostino Caironi. Le 20 octobre de la même année, il épouse la noble milanaise Clotilde Fanfani ; la même année, il ouvre un studio au Palazzo Crivelli, dans la via Pontaccio,.
De 1856 à 1860, il travaille à Rho, dans le Sanctuaire de Notre-Dame des Douleurs des Pères Missionnaires Oblats, en interprétant La Malédiction du Serpent ; en 1859, il expose de nouveau à Brera son succès Le Prisonnier de Chillon ; vers 1860, il peint quelques fresques dans la Cappella Sommariva, près de la Villa Carlotta, à Tremezzo, sur le lac de Côme,,,,.
Le 21 novembre 1860, après avoir été professeur adjoint, il devient professeur titulaire de dessin, toujours à l'Académie de Brera, poste qu'il occupe jusqu'à l'année de sa mort. Parmi ses élèves les plus célèbres figurent Pietro Bouvier, Francesco Didioni, Angelo Morbelli et Giovanni Sottocornola,,.
Dans cette nouvelle période de la Lombardie, Casnedi se fait particulièrement connaître par ses fresques ; nombre de ses œuvres sur des thèmes religieux, reflétant un sentiment personnel profond et sincère, sont conservées dans diverses églises des villes lombardes (telles qu'Asso, Abbiategrasso, Inverigo, Inveruno, Marcallo, Montesiro, Olginate, Luino), piémontaises (Novare) et suisses italiennes (Locarno, dans la Collégiale de Sant'Antonio Abate),,,.
A l'Exposition de Florence en 1861, il revient au vérisme tempéré, en exposant Contadine lombarde che lavano al lago (également connu sous le nom de Contadine lombarde che stanno lavando) et, conscient de sa période du Latium, les Donne della campagna romana,,.
Dans la période de deux ans 1861-1863, avec son collègue Giuseppe Bertini, ami depuis la période étudiante de Braidense, il peint le vieux rideau d'avant-scène de La Scala ; les deux artistes-docents y représentent les Fabulae atellanae,,.
Avec l'unification de l'Italie, Casnedi se tourne partiellement vers la peinture d'histoire. En 1864-1865, il décore la voûte du Salone Reale de l'ancienne gare centrale de Milan, avec des Allégories des provinces italiennes. De 1865 à 1867, il peint à fresque la lunette de l'Amérique dans l'octogone de la Galleria Vittorio Emanuele II de Milan, et la tête de celle-ci avec l'Allégorie de l'art (œuvres ensuite détériorées et donc traduites en mosaïques en 1911-1912),,,.
Dans les années 1870, il a peint à plusieurs reprises l'église des Saints Pierre et Marcellin de Besana in Brianza, avec les œuvres I dottori della Chiesa, de 1873, Jésus au jardin de Gethsémani et Exaltation de la Croix, de 1874, Jésus explique aux disciples le précepte de la charité, de 1875, et Entrée à Jérusalem, de 1877,,.
En 1881, il revient à ses souvenirs réalistes, en exposant à Milan Erbajola romana,.
Raffaele Casnedi  meurt le 29 décembre 1892 à Milan ; sa dépouille est inhumée dans le Cimetière monumental de Milan.

## Distinction
- Chevalier de l'Ordre de la Couronne d'Italie[15].